# Make My Video: Marky Mark and the Funky Bunch
Make My Video: Marky Mark and the Funky Bunch est un jeu vidéo en full motion video de montage multimédia sorti en 1992 sur Mega-CD. Le jeu a été développé par Digital Pictures puis édité par Sega of America.
Le jeu met en scène le groupe Marky Mark and the Funky Bunch.

## Système de jeu
Un frère et sa sœur discutent sur ce que serait la meilleure vidéo de Marky Mark, mais ils ne sont pas d'accord. Ils demandent alors leur avis à différentes personnes: un boxeur et son entraineur, un groupe d'adolescentes, les membres d'un groupe de rock, et leurs parents. Chacun a une idée bien précise de la vidéo "parfaite", et des images qui définissent le mieux le chanteur.
Pour les convaincre, le joueur dispose d'une des trois vidéos du jeu, ainsi que de nombreux effets spéciaux. Après montage, la vidéo est soumise aux différents jurys qui attribuent une note suivant leurs goûts respectifs. Le gagnant est le joueur qui obtient la meilleure note.
Le joueur a également la possibilité d'utiliser le mode U-Direct, qui permet de créer librement n'importe quel type de vidéo et de sauvegarder le résultat.

## Vidéos du jeu
- Good Vibrations
- I Need Money
- You Gotta Believe